# Oberlandesgericht Dessau
Das Oberlandesgericht Dessau war von 1850 bis 1879 ein Appellationsgericht für das Herzogtum Anhalt-Bernburg mit Sitz in Dessau.

## Geschichte
Mit der Märzrevolution war eine umfassende Verwaltungs- und Justizreform verbunden. Die Trennung der Rechtsprechung von der Verwaltung wurde eingeführt und die Patrimonialgerichte abgeschafft. Die Verwaltungsaufgaben übernahmen die Kreisdirektionen und die Gerichtsfunktionen die Kreisgerichte und Kreisgerichtskommissionen. Als Instanzengericht wurde das Oberlandesgericht Dessau gebildet. Dieses war nicht mit einem heutigen Oberlandesgericht vergleichbar, sondern hatte die Funktion eines Appellationsgerichtes. Darüber stand das Oberappellationsgericht Jena als letzte Instanz.
Das Oberlandesgericht Dessau war Appellationsgericht für die Entscheidungen der drei Kreisgerichte:
- Kreisgericht Dessau
- Kreisgericht Köthen
- Kreisgericht Zerbst

Im Jahre 1863 ging Anhalt-Bernburg in Anhalt-Dessau auf, und ein gemeinsames Herzogtum Anhalt entstand. In diesem Kontext erfolgte erneut eine Neuordnung der Justiz. Das Oberappellationsgericht Jena war nun für das ganze Herzogtum als letzte Instanz zuständig. Das Oberlandesgericht Bernburg wurde aufgehoben, seine Aufgabe übernahm das Oberlandesgericht Dessau. Eingangsinstanz bildeten die fünf bestehenden Kreisgerichte Dessau, Köthen, Zerbst (Landesteil Dessau-Köthen), Bernburg und Ballenstedt (Landesteil Bernburg).
Nach der Einführung der Reichsjustizgesetze 1879 entstand eine neue Gerichtsstruktur. An der Spitze des Instanzenzugs stand nun das Reichsgericht, dem das gemeinsame Oberlandesgericht Naumburg nachgeordnet war. Das Herzogtum Anhalt bildete den Sprengel des Landgerichts Dessau. Das Oberlandesgericht Dessau wurde aufgehoben.